# Hněvkovice u Týna nad Vltavou
Hněvkovice u Týna nad Vltavou jsou katastrální území a bývalá vesnice, od roku 1904 úředně rozdělená podle Vltavy na dvě části:
- Hněvkovice na levém břehu Vltavy jsou samostatnou evidenční části města Týn nad Vltavou
- Hněvkovice na pravém břehu Vltavy včetně hněvkovického zámku patří přímo k evidenční části Týn nad Vltavou, dříve snad nějakou dobu spadaly do katastrálního území Dobšice u Týna nad Vltavou obce Dobšice. V bývalém hněvkovickém zámečku, který je na pravém břehu Vltavy, je Střední odborná škola a Střední odborné učiliště;[2] v září 2023 zde byl otevřen nový obor Svářeč a potrubář v jaderné energetice.[3]

## Historie
Nejstarší dochovaná zmínka o Hněvkovicích je z roku 1463, zřejmě již od počátku patřila vesnice k panství Bechyně. Jsou zmiňovány i v roce 1530, kdy panství od Šternberků kupoval Kryštof ze Švamberka, další zmínka je z roku 1549. V roce 1551 Volf Hozlauer z Hozlau a na Bzí vykoupil vesnici z bechyňského panství. Roku 1584 si jeho vnuk Jeroným Hozlauer postavil na pravém břehu renesanční tvrz, zdobenou sgrafity a freskami. V roce 1620 mu byla s částí majetku zkonfiskována. Brzy poté byly přičleněny k arcibiskupskému panství v Týně nad Vltavou. Tvrz pak sloužila jako arcibiskupský dvůr a sídlo hejtmana náhradou za zpustlý týnský hrad. Arcibiskup Jan Bedřich z Valdštejna nechal roku 1685 tvrz přestavět na barokní zámeček. Po roce 1948 byla na zámečku ubytovna, dílny a sklady, od září 1953 zde působila učňovská škola zemědělská.
V roce 1904 byly dosud jednotné Hněvkovice rozděleny na Hněvkovice na levém břehu Vltavy a Hněvkovice na pravém břehu Vltavy,
V hlubockém urbáři je první mlýn zmiňován již roku 1490. Ve 20. letech 20. století přestavěl Karel Královec mlýn na pravém břehu Vltavy do současné podoby; je zde soukromé (veřejně přístupné) muzeum se zaměřením na mlynářství a elektrárenství. Druhá polovina jezu patřila mlýnu Karla Fiedlera (čp. 10 na levém břehu); tento mlýn se nedochoval. U levého břehu bývala i vorová propust. V letech 1986 až 1991 proběhla výstavba vodní nádrže Hněvkovice, jejíž součástí je malá vodní elektrárna Hněvkovice.

### 21. století
Plavební komora na jezu Hněvkovice, který je cca 1,5 km po proudu řeky pod korunou vlastní vodní nádrže Hněvkovice, byla dokončena 20. května 2017. Součástí nového jezu je další malá vodní elektrárna, a to s Francisovou turbínou.